# Ферула татарська
Ферула татарська (Ferula tatarica) — вид квіткових рослин родини окружкових (Apiaceae).

## Біоморфологічна характеристика
Це багаторічна рослина 50–100 см заввишки. Кінцеві частки листків лінійні, 3–9 см завдовжки, голі, лише по краю тонко пильчасто-шорсткі, 2–4-перисті. Парасольок на кінці гілок і стебел зазвичай по 3.

## Поширення
Україна, Росія, Казахстан.
В Україні вид зростає на степових чагарникових схилах, солонцях — у Донецькому Лісостепу та Степу, зрідка.